# 어둔 하늘 어둔 새
《어둔 하늘 어둔 새》는 1990년 6월 18일부터 1990년 8월 14일까지 방영된 문화방송 월화 미니시리즈이며 박지영이 여러 단역을 거쳐 해당 작품으로 드라마 데뷔를 했다.

## 등장 인물
- 김미숙 : 이재서 역
- 박영규 : 최중기 역
- 선우은숙 : 신희 역
- 김보연 : 홍이숙 역 - 여의사
- 조경환 : 두보 역
- 변우민 : 문수 역
  - 김태진 : 어린 시절 문수 역
- 최불암
- 정진
- 오승룡
- 임종국
- 박소현
- 이계인
- 권재희
- 박지영

## 참고 사항
- 극중 홍이숙 역으로 나온 김보연은 KBS 2TV 《꽃 피고 새 울면》에 캐스팅되었으나 작가와의 불화로 도중하차한 데 이어 KBS 사태까지 발생하여 《어둔 하늘 어둔 새》로 발길을 돌렸다.[2]
- 극중 이재서 역을 맡았던 김미숙은 자신이 출연해 온 KBS 1TV 《울밑에 선 봉선화》가 KBS 사태로 방송이 중단된 뒤 드라마 출연을 하지 못하다가 《어둔 하늘 어둔 새》로 안방극장 복귀를 했다.[2]